# Shark Lake
Shark Lake ist ein US-amerikanischer Tierhorrorfilm von Jerry Dugan aus dem Jahr 2015 mit Dolph Lundgren in der Hauptrolle.

## Handlung
Clint Gray ist mit dem Gesetz schon häufiger in Konflikt geraten. Als er einen Bullenhai schmuggelt, wird er von dem ansässigen Sheriff verfolgt, verliert die Kontrolle über sein Fahrzeug und stürzt in einen der zahlreichen Seen des Lake County. Zu allem Überfluss wird er von seiner Bekannten Meredith verhaftet. Der Hai allerdings schafft es, sich im Gewässer zu verbergen.
Fünf Jahre später tragen sich in der ländlichen Kleinstadt Lake Tahoe seit jüngster Zeit Badeunfälle mit Schwimmern und Wassersportlern zu. Meredith wird damit beauftragt, in diesem Fall zu ermitteln. Erst werden Bären für die Überfälle verantwortlich gemacht; gemeinsam mit ihrem neuen Freund, dem Biologen Peter, findet Meredith allerdings schnell heraus, dass hinter den Angriffen eine Haifamilie steckt.
Der kürzlich entlassene Clint soll seinen Fehler von damals wiedergutmachen und die beiden bei der Haijagd unterstützen. Er willigt ein, auch um wieder mehr Kontakt mit seiner Tochter Carly haben zu können. Don Barnes, sein ehemaliger Auftraggeber zu dessen Schmuggelzeiten, erwartet allerdings, dass er von Clint finanziell entschädigt wird, und hetzt diesem seine Lakaien auf den Hals. Nun muss Clint sich nicht nur gegen einen ausgewachsenen Hai, sondern auch gegen menschliche Widersacher zur Wehr setzen. Davon dürfen Tochter Carly und Meredith allerdings nichts mitbekommen.

## Rezeption
„Öder, ebenso dreist wie ungelenk mit dem Spannungsbogen von Steven Spielbergs Der weiße Hai kokettierender Tierhorror-Trash.“

„Der zwischen ‚Sharknado‘ und ‚Lake Placid‘ dümpelnde Murks hat Anflüge von Selbstironie, ist aber in jeder Hinsicht billig. Auch dieser Hai geht mal vorbei.“

Cinema stuft den Film insgesamt zwischen Sharknado – Genug gesagt! und Lake Placid ein. Es wird der teilweise gelungene Humor und der Drang zur Selbstironie gelobt, final wird der Film allerdings als „in jeder Hinsicht billig“ zerrissen.
Volker Schönenberger spricht in seiner Filmreview für Die Nacht der lebenden Texten von einem „Trashfilm“. Zur Handlung befindet Schönenberger, dass der „Mittelteil ein wenig Leerlauf“ hätte und der Film insgesamt „kein Trash-Inferno“ biete, da er „die Handlung zu ernst“ nehme. Über die Familiengeschichte äußert er sich, dass diese „Rührseligkeit [...] keinen Hund hinter dem Ofen hervor“ locken würde. Er bemängelt außerdem die geringe Screentime von Hauptdarsteller Dolph Lundgren. Final befindet er, dass „Lundgren- und Hai-Trash-Komplettisten sich das Machwerk ins Regal stellen können, wo es nach einmaliger Sichtung sicher Staub ansetzen wird. Alle anderen dürfen „Shark Lake“ ignorieren.“
Die Los Angeles Times rät vom Film ab, wenn man als Publikum „in den Genuss von Blut und Eingeweiden“ kommen möchte, da es dieses nicht zu sehen gibt. Insgesamt fehle es dem Film an Biss und er könne auch nicht mit dem bekannten Augenzwinkern der The-Asylum-Sharknado-Filmen mithalten.